# Лукьяновка (Шкотовский район)

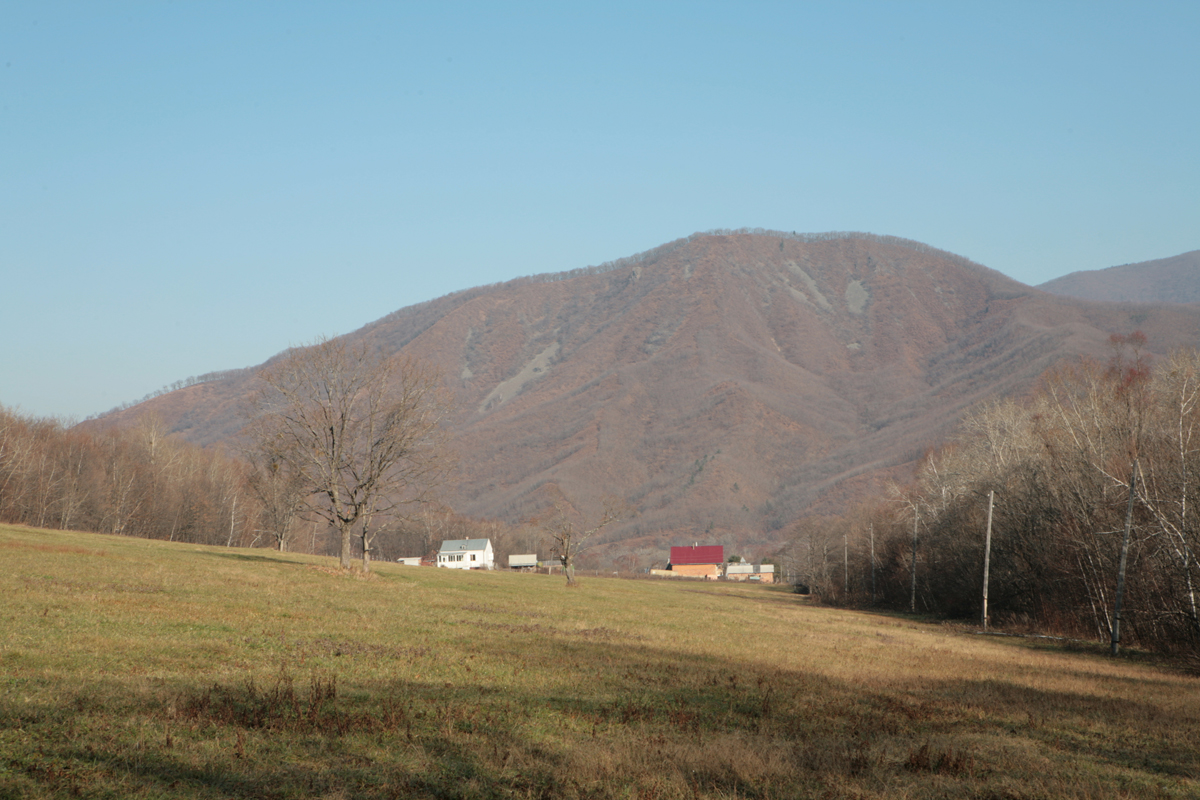

В Приморье в Красноармейском районе тоже есть село Лукьяновка.
Лукья́новка — деревня в Шкотовском районе Приморского края, входит в состав Новонежинского сельского поселения. Основана в 1901 году.

## География
Деревня находится на берегу реки Суходол, на расстоянии 29 км от посёлка городского типа Смоляниново, административного центра района, и 110 км от города Владивосток, административного центра края. Абсолютная высота — 195 м над уровнем моря.

## Население
| 1915 | 1926 | 2002 | 2005 | 2008 | 2010 |
| ---- | ---- | ---- | ---- | ---- | ---- |
| 504  | ↘445 | ↘92  | ↗113 | ↘91  | ↘79  |

## Улицы
| - ул. Восточная, - ул. Железнодорожная, - ул. Заречная, | - ул. Партизанская, - ул. Сосиновича, - ул. Школьная. |

## Траснспорт
Через деревню проходит автотрасса Новонежино — Бровничи и железнодорожная ветка Угловое — Находка.

## Туризм
В деревне находятся горнолыжная трасса, база отдыха, детские летние лагеря. Лукьяновка служит отправным пунктом для туристов при подъёме на горы Ливадийская, Фалаза и Воробей. Также в деревне ежегодно проводятся соревнования по туризму.

## Известные уроженцы
- Тюгай, Матфей Фёдорович (1908—199?) — северокорейский военный деятель, комендант Сеула во время Корейской войны.